# Cmentarz żydowski w Nowym Brzesku
Cmentarz żydowski – kirkut znajdujący się w Nowym Brzesku w powiecie proszowickim województwa małopolskiego.
Cmentarz powstał po 1862 roku. Znajduje się około 1 km na północ od miasta, przy drodze do Szpitar. Nekropolia ma powierzchnię 0,36 ha. Ostatni pogrzeb prawdopodobnie odbył się w 1941. 
W czasie II wojny światowej został zniszczony przez Niemców. Nie zachowały się żadne macewy. Obecnie teren nekropolii jest zdewastowany, wykorzystywany rolniczo. 